# Mellerstain House
 (février 2023).
Si vous disposez d'ouvrages ou d'articles de référence ou si vous connaissez des sites web de qualité traitant du thème abordé ici, merci de compléter l'article en donnant les références utiles à sa vérifiabilité et en les liant à la section « Notes et références ».
En pratique : Quelles sources sont attendues ? Comment ajouter mes sources ?
Mellerstain House est une demeure seigneuriale située à environ 8 milles (13 kilomètres) au nord de Kelso dans les Borders, en Écosse. C'est actuellement la maison du 14e comte de Haddington et un monument historique de l'Écosse.

## Histoire

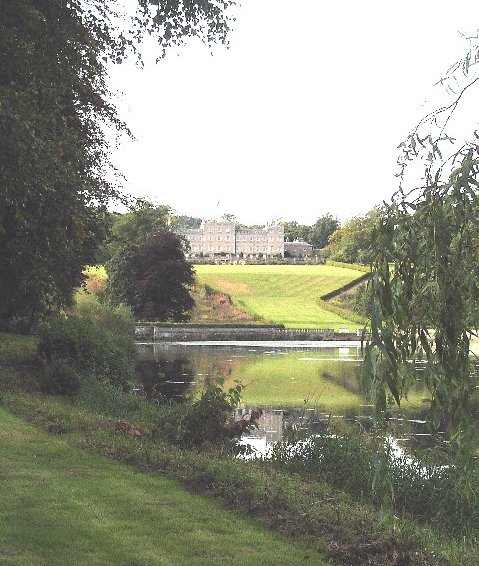
Lac Mellerstain, avec la maison vue au loin.

L'ancienne maison ou château de Mellerstain comprenait une ancienne tour de cinq étages, ruinée en 1700. Mellerstain est construit entre 1725 et 1778. L'architecte William Adam conçoit initialement les ailes est et ouest pour George Baillie (en) (1664–1738) et son épouse Lady Grisell (1665–1746), fille de Patrick Hume (1er comte de Marchmont) (en). Les travaux cessent après l'achèvement des ailes, et il faut encore 45 ans avant que George Baillie ne demande à Robert Adam de concevoir et de construire le manoir principal. George est le deuxième fils de Charles, Lord Binning (1697-1732), héritier du 6e comte de Haddington, et il hérite du domaine de Mellerstain lorsque sa tante Grisell, Lady Murray, meurt en 1759. Il change alors son nom de Hamilton en Baillie.
Le manoir est peut-être le seul bâtiment complet restant conçu par Robert Adam, car la plupart de ses autres travaux sont des ajouts à des bâtiments existants. L'Adelphi, à Londres, est un lotissement spéculatif néoclassique de logements en terrasses par les frères Adam, mais il est maintenant en grande partie démoli, laissant Mellerstain House comme une trace importante du travail de Robert Adam.
L'intérieur est un chef-d'œuvre de plâtre délicat et coloré, comprenant un petit salon (à l'origine une salle de petit-déjeuner), une belle bibliothèque (un design à double cube), une salle de musique (à l'origine la salle à manger), le salon principal, avec des revêtements muraux en brocart de soie, un petit salon (à l'origine une chambre à coucher) et une petite bibliothèque (à l'origine deux vestiaires). Le hall d'entrée principal mène à un long couloir avec un escalier menant à l'étage de la chambre, à partir duquel il y a un petit escalier de service menant à une grande pièce de galerie allant du nord au sud.
Des papiers peints originaux, imprimés à la main aux XVIIIe et XIXe siècles, sont visibles dans les chambres. La Grande Galerie expose costumes, éventails, broderies et documents.
La maison se trouve dans 80 hectares de parc, avec un jardin en terrasses à l'italienne à l'arrière, avec une vaste étendue de pelouse descendant vers un lac. Ces jardins sont conçus vers 1910 par Sir Reginald Blomfield.